# Llista de mestres de capella i organistes de la catedral-basílica del Sant Esperit de Terrassa
Músics que ocuparen la plaça de mestre de capella i organista de l'església del Sant Esperit Terrassa, elevada a la dignitat de catedral de la nova diòcesi de Terrassa, des de 2004. Al llarg dels temps es pogué donar algun encavallament entre mestres, perquè el mestre jubilat retenia la titularitat de la plaça fins a la seva mort, coexistint amb el seu successor que l'exercia de forma interina. Els anys que hi ha abans dels noms corresponen a quan van ser mestre de capella-organistes de la Catedral-Basílica del Sant Esperit de Terrassa.
- 1656 Pere Joan Quer[1]
- 1662 Josep Duloch
- 1664 Andreu Folch
- 1667 Jaume Rovira
- 1668 Miquel Illa
- 1734 Pau Ros
- ¿? J. Queralt
- 1737-1803 Francesc Ramoneda i Busquets[2][3]
- 1778 Isidre Bosch
- 1778, 1789 Pau Marsal i Boguñà
- 1803 Josep Marinel·lo i Guardiola
- 1803, 1804 Josep Puig i Petit
- 1805? Francesc Mitjans
- 1816 Gabriel Cardellach i Roca (31.5.1788-20.?.1819)
- 1819?-1831? Pau Pere Bosch i Pi
- 1844-1848 Josep Terrades i Torrents
- 1848-1859 Bartomeu Blanch i Castells
- 1857-1859 Antoni Oller i Biosca
- 1858-1869 Pere Gabriel i Carreras
- 1869-1873 Josep Agulló i Prats
- 1873-1883 interí, 1883-1903 propietari, Marc Biosca i Barba
- 1902 Joaquim Biosca, substitució temporal per malaltia del seu pare
- 1904-1915 Isidre Mogas i Palet
- 1915, 1923 Joan Cristóbal
- 1915-1923 Àngel Rodamilans i Canals
- Magí Raméntol i Cadevall
- 1927-1959 Domènec Pié i Burguès
- Josep Maria Vivancos
- 1965 Joan Casals i Clotet[4]